# Ermir Lenjani
Ermir Limon Lenjani (n. 5 august 1989) este un fotbalist albanez care joacă pe postul de mijlocaș pentru clubul elvețian Sion și echipa națională a Albaniei.

## Cariera pe echipe

### Primii ani
Născut în Karaçevë, Kamenica, Gjilan, în prezent în Kosovo, Lenjani s-a mutat în Elveția în perioada în care era copil, unde a început să joace fotbal, iar la vârsta de 11-12 a jucat pentru grupele de copii de la FC Tössfeld. După ce a petrecut aproximativ 1-2 ani la Tosfeld s-a alăturat academiei FC Winterthur ca adolescent. El a intrat în prima echipă în returul sezonului 2009-2010.

### Winterthur
La 8 martie 2009, Lenjani a debutat cu Winterthur în meciul din Prima Ligă a Elveției din sezonul 2008-2009 împotriva lui Thun și a marcat primul și ultimul gol în minutele 50 și 87, cu echipa sa câștigând cu 4-2. A jucat următorul meci două luni mai târziu, pe 16 mai 2009 împotriva lui Locarno și a înscris un gol în minutul 34, în remiza 1-1, care a fost urmat de un hat-trick dat de mijlocașul croat Tomo Barlecaj prin care echipa sa a câștigat cu 4-1. A jucat în alte 10 meciuri până la final și a terminat sezonul cu 12 meciuri și 3 goluri în retur. În sezonul următor, a jucat întregul sezon, jucând în 29 de meciuri în care a marcat 6 goluri.

#### Împrumutul la Grasshopper

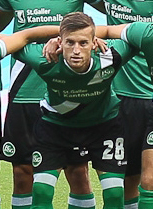
Lenjani la St. Gallen

Lenjani a fost împrumutat la Grasshopper Club Zürich pentru prima jumătate a sezonului 2010-2011 pentru a câștiga experiență. El a debutat cu Grasshopper pe 17 iulie 2010 în meciul de deschidere al Primei Ligi a Elveției 2010-2011 împotriva lui Neuchâtel Xamax, în care a intrat ca înlocuitor în minutul 74 în locul lui Steven Lang într-un meci încheiat la egalitate, scor 1- 1. Lenjani a marcat 2 goluri într-o victorie scor 12-0 cu Gumefens/Sorens din Cupa Elvețieu 2010-2011. A jucat 6 meciuri în campionat pentru Grasshopper.

#### Întoarcerea la Winterthur
S-a întors la FC Winterthur pentru sezonul rămas și a devenit titular. El a jucat 14 meciuri în campionat, în care a marcat 4 goluri. A jucat în campionat în 25 de meciuri și a marcat 2 goluri. În următorul sezon a jucat în tur în 16 meciuri și a marcat 2 goluri.

### St. Gallen

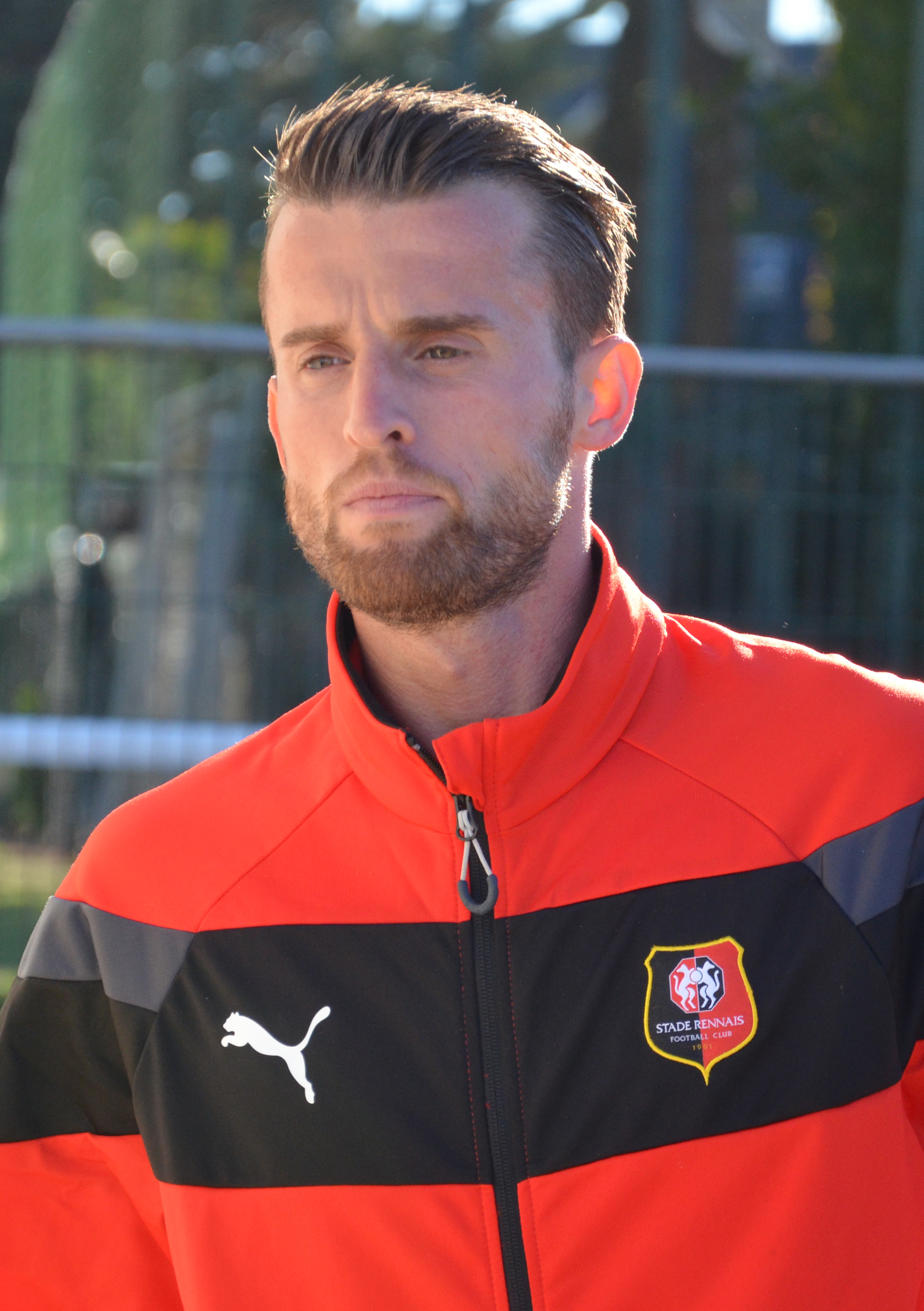
Lenjani la Rennes în iulie 2016

În ianuarie 2013 a fost transferat de echipa St. Gallen din Superliga Elveției. Lenjani a dat două pase de gol în victoria scor 2-1 a lui St Gallen împotriva lui Luzern la 3 august 2014 într-un meci care în care echipa sa a revenit de la 0-1 în prima repriză, datorită unei pase de gol date de Lenjani în minutul 78 pentru golul marcat de Marco Mathys și a unui alt gol marcat de Džengis Čavušević în minutul 90+3.

### Rennes
În timpul ferestrei de transferuri de iarnă, mass-media germană și italiană au circulat știri conform cărora Stuttgart sau Verona și l-ar dori, însă la 5 ianuarie 2015, Lenjani a semnat cu echipa franceză Rennes, după ce a trecut vizita medicală cu succes. El a fost prezentat public două zile mai târziu și i s-a repartizat numărul 19.
El a debutat la echipă pe 13 ianuarie 2015, jucând ca titular în sferturile Cupei Ligii Franței împotriva lui Bastia, în care Lenjani și-a lăsat echipa în 9 jucători, după ce a primit un cartonaș roșu în minutul 76. Lenjani a debutat în campionat pentru Rennes la 7 februarie 2015, intrând în minutul 71 în locul Pedro Henrique într-o remiză scor 1-1 împotriva lui Olympique de Marseille.

#### Împrumut la Nantes

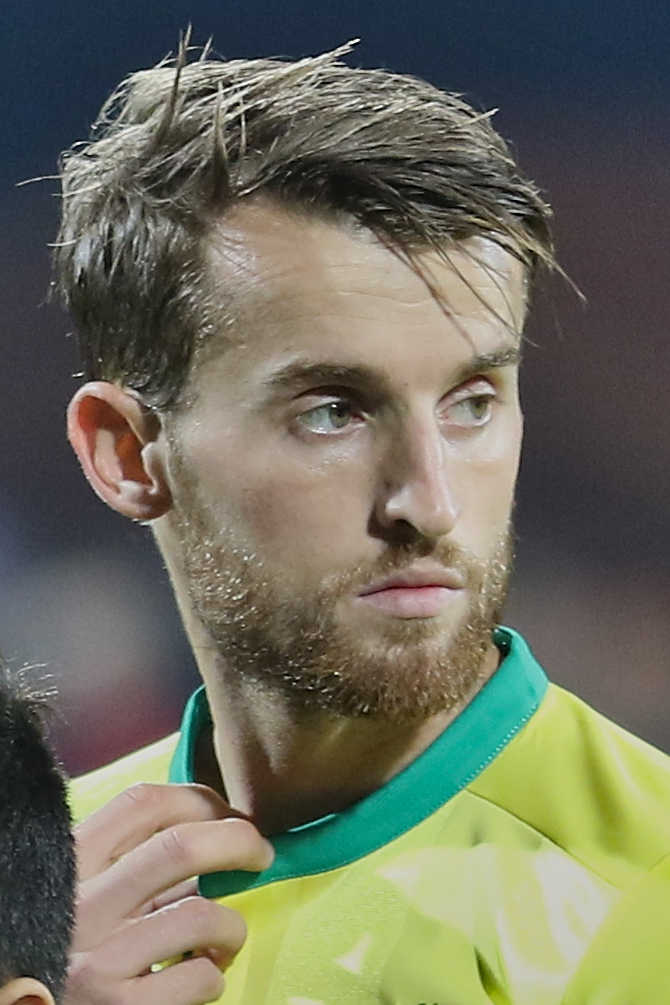
Lenjani jucând pentru Nantes

La 17 august 2015, Lenjani a fost împrumutat la echipa franceză FC Nantes până la sfârșitul sezonului 2015-2016, cu opțiune de cumpărare. El și-a făcut debutul la echipă în a doua săptămână a Ligue 1 din sezonul 2015-2016, înscriind singurul gol al meciului cu Stade de Reims în minutul 76 după ce a primit o pasă de la Johan Audel.

### Sion
La 26 iulie 2017, Lenjani s-a întors în Elveția, semnând cu echipa FC Sion din Superliga Elveției, fiind adus de vechiul antrenor secund al Albaniei, Paolo Tramezzani și a primit numărul 33. La începutul anului 2018, antrenorul Gabri García a decis să reducă numărul de jucători din lot la 20-22 de jucători, prin urmare, Lenjani și alți opt au ieșit din planurile sale, cu Lenjani fiind trimis la echipa a doua a Sionului.
La 7 aprilie 2019, Lenjani a marcat în secunda 10 a meciului lui Sion cu Luzern, egalând recordul pentru cel mai rapid gol marcat vreodată în fotbalul elvețian. În plus, a dat o pasă decisivă pentru al doilea gol al echipei sale, marcat de Roberts Uldriķis.

## Meciuri la națională
Lenjani și-a anunțat pentru prima dată dorința de a reprezenta Albania pe plan internațional în ianuarie 2013, când a început procedura de a obține cetățenia albaneză prin etnia albaneză. El a fost chemat de Gianni De Biasi pentru un amical împotriva Armeniei, în august 2013, dar nu a fost trimis pe teren. Lenjani a primit cetățenia albaneză pe 8 octombrie 2013 alături Faton Ademi pentru a putea juca pentru Albania și în meciurile oficiale.

### Calificările la Campionatul Mondial din FIFA
Lenjani a fost numit pentru prima dată de selecționerul Gianni De Biasi în echipa Albaniei pentru meciurile cu Elveția și Cipru din calificările la Campionatul Mondial din 2014. În ambele ocazii el s-a aflat pe bancă, dar nu a reușit să joace nici un minut, fiind rezervă neutilizată.
El și-a făcut debutul pentru Albania pe 15 noiembrie 2013 într-un meci amical, primul după terminarea campaniei de calificare, cel împotriva Belarusului, care s-a terminat cu o remiză 0-0. El a fost din nou chemat pentru următorul meci amical pe 5 martie 2014 împotriva Maltei.

### Campionatul European din 2016

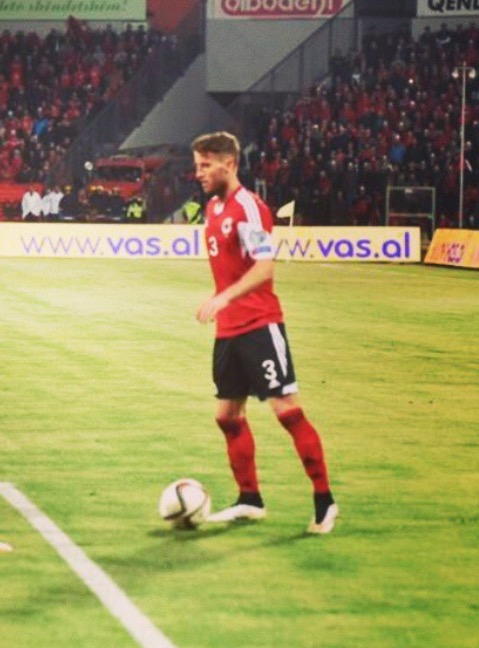
Lenjani în timpul meciului de calificare la UEFA Euro 2016 împotriva Armeniei, unde a fost unul dintre protagoniști.

Lenjani a primit o selecție împotriva Portugaliei la 7 septembrie 2014, meci contând pentru calificările la Campionatul European din 2016. A fost titular împotriva Portugaliei într-o victorie decisivă cu 1-0, cu golful marcat de Bekim Balaj în minutul 52, dintr-o centrare dată de Odise Roshi. La 11 octombrie 2014, în meciul din Grupa a 2-a împotriva Danemarcei, Lenjani a reușit să înscrie primul său gol la națională în minutul 38 al meciului, care s-a încheiat la egalitate cu 1-1.
În următorul meci de calificare, care a avut loc trei zile mai târziu în deplasare împotriva Serbiei, Lenjani a jucat până în minutul 42, minut în care meciul a fost amânat din cauza faptului că fanii sârbi au lansat torțe pe teren. El, împreună cu alți jucători albanezi, au fost atacați de huliganii sârbi care au aruncat pe teren cu scaune și alte obiecte. Inițial, UEFA a acordat Serbiei victoria la masa verde cu 3-0, dar i-au fost deduse trei puncte, ceea ce le-a făcut atât pe Serbia, cât și Albania, să se adreseze Curții de Arbitraj Sportiv de la Lausanne care la 10 iulie 2015 a acordat Albaniei victoria cu 3-0 împotriva Serbiei, care a rămas penalizată cu trei puncte.
În al patrulea meci din Grupa I împotriva Armeniei, pe 29 martie 2015, Lenjani a intrat pe teren din postura de rezervă din cauza unor mici probleme fizice, dar oricum antrenorul Gianni De Biasi l-a ales pe Shkëlzen Gashi să intre în joc, pentru a risca și astfel să se accidenteze, hotărând să-l folosească doar în cazul unei situații de urgență, care a apărut după ce fundașul Albaniei, Mérgim Mavraj, a marcat un autogol în minutul 4. În minutul 70, fundașul armean Hovhannes Hambardzumyan l-a faultat dur pe Lenjani, iar arbitrul David Fernández Borbalán ia dat al doilea cartonaș galben care a lăsat Armenia în 10 oameni pentru restul meciului. Acest lucru ajutat mult Albania, care după 7 minute a reușit să înscrie prin același Mërgim Mavraj, care a marcat după autogol în urma unei centrări venite din partea lui Taulant Xhaka. În minutul 81 i-a dat o centrare lui Shkëlzen Gashi care a reușit să înscrie cu capul ducând scorul la 2-1 pentru Albania.
La 21 mai 2016, Lenjani a fost numit în echipa preliminară a Albaniei de 27 de jucători pentru UEFA Euro 2016 și în lotul definitiv de 23 de jucători pentru Campionatul European pe 31 mai.
La 28 mai, a marcat primul său gol la națională în timpul meciului amical de dinainte de Euro 2016 împotriva Qatarului, care sa încheiat cu o victorie scor 3-1.
Lenjani a jucat toate meciurile din grupa A ca titular, fiind integralist împotriva Elveției, cu care Albania a pierdut cu 1-0 și împotriva Franței împotriva cărora au pierdut 2-0 și a fost înlocuite în minutul 77 cu Odise Roshi împotriva României, meci câștigat de Albania cu 1-0 cu un gol marcat de Armando Sadiku. Albania a terminat grupa pe poziția a treia cu trei puncte și cu un golaveraj de -2 și s-a clasat pe ultimul loc dintre echipele clasate pe locul trei, ceea ce a dus la eliminarea ei din competiție.

### După  Euro 2016 post-UEFA
În martie 2019, după ce nu a fost chemat la națională de către selecționerul Christian Panucci pentru meciurile din preliminariile UEFA Euro 2020 împotriva Turciei și Andorrei Lenjani a anunțat că nu va mai onora nicio convocare atâta timp cât Panucci este antrenor la națională. El a fost demis din cauza înfrângerii în fața Turciei de pe stadionul Loro Boriçi, care l-a determinat pe Lenjani să revină la națională.

## Statistici privind cariera

### Club
Până pe 2 decembrie 2017 
| Club            | Sezon         | Campionat                        | Campionat | Campionat | Cupă    | Cupă   | Europa  | Europa | Altele  | Altele | Total   | Total  |
| Club            | Sezon         | Divizie                          | Meciuri   | Goluri    | Meciuri | Goluri | Meciuri | Goluri | Meciuri | Goluri | Meciuri | Goluri |
| --------------- | ------------- | -------------------------------- | --------- | --------- | ------- | ------ | ------- | ------ | ------- | ------ | ------- | ------ |
| Winterthur U21  | 2006–2007     | Promoția 1. Liga                 | 4         | 0         | —       | —      | —       | —      | —       | —      | 4       | 0      |
| Winterthur U21  | 2007–2008     | Promoția 1. Liga                 | 20        | 6         | —       | —      | —       | —      | —       | —      | 20      | 6      |
| Winterthur U21  | 2008–2009     | Promoția 1. Liga                 | 17        | 4         | —       | —      | —       | —      | —       | —      | 17      | 4      |
| Winterthur U21  | 2009–2010     | Promoția 1. Liga                 | 1         | 0         | —       | —      | —       | —      | —       | —      | 1       | 0      |
| Winterthur U21  | 2011–2012     | Promoția 1. Liga                 | 1         | 0         | —       | —      | —       | —      | —       | —      | 1       | 0      |
| Winterthur U21  | Total         | Total                            | 43        | 10        | —       | —      | —       | —      | —       | —      | 43      | 10     |
| Winterthur      | 2008–2009     | A Doua Ligă Elvețiană            | 12        | 3         | 0       | 0      | —       | —      | —       | —      | 12      | 3      |
| Winterthur      | 2009–2010     | A Doua Ligă Elvețiană            | 29        | 6         | 3       | 1      | —       | —      | —       | —      | 32      | 7      |
| Winterthur      | 2010–2011     | A Doua Ligă Elvețiană            | 14        | 4         | 0       | 0      | —       | —      | —       | —      | 14      | 4      |
| Winterthur      | 2011–2012     | A Doua Ligă Elvețiană            | 25        | 2         | 5       | 0      | —       | —      | —       | —      | 30      | 2      |
| Winterthur      | 2012–2013     | A Doua Ligă Elvețiană            | 16        | 2         | 2       | 0      | —       | —      | —       | —      | 18      | 2      |
| Winterthur      | Total         | Total                            | 96        | 17        | 10      | 1      | —       | —      | —       | —      | 106     | 18     |
| Grasshopper     | 2010–2011     | A Doua Ligă Elvețiană            | 6         | 0         | 1       | 2      | —       | —      | —       | —      | 7       | 2      |
| Grasshopper U21 | 2010–2011     | Promoția 1. LigaPromoția 1. Liga | 5         | 2         | —       | —      | —       | —      | —       | —      | 5       | 2      |
| St. Gallen      | 2012–2013     | A Doua Ligă Elvețiană            | 7         | 0         | 0       | 0      | —       | —      | —       | —      | 7       | 0      |
| St. Gallen      | 2013–2014     | A Doua Ligă Elvețiană            | 29        | 2         | 4       | 2      | 8       | 0      | —       | —      | 41      | 4      |
| St. Gallen      | 2014–2015     | A Doua Ligă Elvețiană            | 12        | 0         | 2       | 0      | —       | —      | —       | —      | 14      | 0      |
| St. Gallen      | Total         | Total                            | 48        | 2         | 6       | 2      | 8       | 0      | —       | —      | 62      | 4      |
| Rennes          | 2014–2015     | Ligue 1                          | 3         | 0         | 2       | 0      | —       | —      | —       | —      | 5       | 0      |
| Rennes          | 2015–2016     | Ligue 1                          | 1         | 0         | —       | —      | —       | —      | —       | —      | 1       | 0      |
| Rennes          | 2016–2017     | Ligue 1                          | 2         | 0         | 1       | 0      | —       | —      | —       | —      | 3       | 0      |
| Rennes          | Total         | Total                            | 6         | 0         | 3       | 0      | —       | —      | —       | —      | 9       | 0      |
| Rennes B        | 2014–2015     | Championnat de France Amateur 2  | 3         | 0         | —       | —      | —       | —      | —       | —      | 3       | 0      |
| Rennes B        | 2016–2017     | Championnat de France Amateur    | 2         | 0         | —       | —      | —       | —      | —       | —      | 2       | 0      |
| Rennes B        | Total         | Total                            | 5         | 0         | —       | —      | —       | —      | —       | —      | 5       | 0      |
| Nantes          | 2015–2016     | Ligue 1                          | 20        | 1         | 3       | 0      | —       | —      | —       | —      | 23      | 1      |
| Nantes B        | 2015–2016     | Championnat de France Amateur    | 1         | 0         | —       | —      | —       | —      | —       | —      | 1       | 0      |
| Sion            | 2017–2018     | Superliga Elvețiană              | 15        | 1         | 2       | 1      | —       | —      | —       | —      | 17      | 2      |
| Total carieră   | Total carieră | Total carieră                    | 245       | 33        | 26      | 5      | 8       | 0      | —       | —      | 278     | 39     |

1. ↑  Including continental competitions, such as UEFA Champions League and UEFA Europa League

### La națională
Până pe 13 noiembrie 2017 
| Echipa națională | An    | Meciuri | Goluri |
| ---------------- | ----- | ------- | ------ |
| Albania          | 2013  | 1       | 0      |
| Albania          | 2014  | 7       | 1      |
| Albania          | 2015  | 7       | 0      |
| Albania          | 2016  | 9       | 2      |
| Albania          | 2017  | 2       | 0      |
| Total            | Total | 26      | 3      |

#### Goluri la națională
Până pe 29 mai 2016. Rubrica scor indică scorul după fiecare gol marcat de Lenjani. 
| Nr. | Data              | Stadion                               | Selecție | Adversar  | Scor | Rezultat | Competiție                |
| --- | ----------------- | ------------------------------------- | -------- | --------- | ---- | -------- | ------------------------- |
| 1   | 11 octombrie 2014 | Elbasan Arena, Elbasani, Albania      | 5        | Danemarca | 1 -0 | 1-1      | Competiția UEFA Euro 2016 |
| 2   | 26 martie 2016    | Ernst-Happel-Stadion, Viena, Austria  | 16       | Austria   | 1 -2 | 1-2      | Prietenos                 |
| 3   | 29 mai 2016       | Stadionul Hartberg, Hartberg, Austria | 17       | Qatar     | 2 -1 | 3-1      | Prietenos                 |